# Бадалбейли, Афрасияб Бадалбек оглы
Афрасияб Бадалбек оглы Бадалбейли́ (азерб. Əfrasiyab Bədəlbəy oğlu Bədəlbəyli; 6 [19] апреля 1907, Баку — 6 января 1976, Баку) — азербайджанский композитор, дирижёр, музыковед и публицист, народный артист Азербайджанской ССР (1960). Брат режиссёра Шамси Бадалбейли.
Автор музыки и либретто первого азербайджанского балета и первого балета на мусульманском Востоке «Девичья башня», опер, таких как «Низами» (1948 год), посвящённого мыслителю и поэту Низами Гянджеви, «Ивы не заплачут» (1971 год), произведений для симфонического оркестра, музыки к ряду пьес.
Известны и его труды и статьи в областях музыковедения. Популярным является его толковый-монографический музыкальный словарь, в которой наряду с известными музыкальными терминами собраны и разработанные им азербайджанские термины.
Бадалбейли помимо родного азербайджанского и русского владел также персидским и арабским языками.

## Биография

### Детство и юность

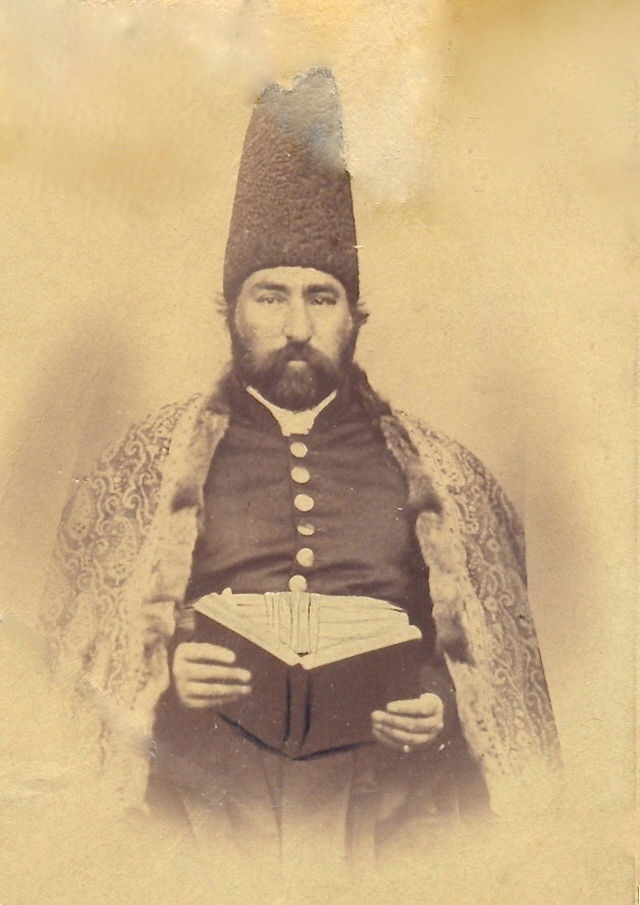
Прадед Афрасияба Бадалбейли, Бахман Мирза Каджар, фельдмаршал Ирана, генерал-губернатор Южного Азербайджана

Афрасияб Бадалбейли родился 19 апреля 1907 года в Баку в семье выходцев из города Шуша. Его мать Рагима Каджар была внучкой принца Бахмана Мирзы Каджара. В детстве она, увлекаясь поэзией, посещала меджлисы Хуршидбану Натаван, где читала стихи.
Его отец, Бадалбек Бадалбейли окончил Закавказскую учительскую семинарию в Гори. Позднее он переехал в Баку, где основал Русско-мусульманскую школу в районе улицы Советской, которую называли также «Школа Бадалбека». Правительство Азербайджанской Демократической Республики нередко поручало ему заниматься вопросами образования.

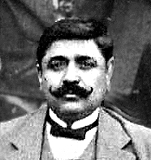
Отец, Бадалбек Бадалбейли

Будучи двоюродным братом Узеира Гаджибекова, Бадалбек помог ему в организации первого в Азербайджане музыкального театра. Он также исполнял роль Меджнуна в опере «Лейли и Меджнун» в 1907—1908 годы. Он также выручил Гаджибекова, уговорив своего брата Ахмедбека Бадалбейли (Агдамского) выступать в роли Лейли, поскольку Абдурагим Фараджев отказался петь эту женскую партию из-за гонений противников театра.
Афрасияб был старшим из шести детей в семье. Его единственной сестрой была Мастура. Афрасияб начал играть на таре, когда ему не было и шести лет. В 1916 году в возрасте девяти лет он пошёл в открывшуюся только что 6-ю мусульмано-русскую музыкальную школу, директором которой был его отец.
С 1916 по 1924 год учится в 1-м Реальном училище Образцовой Школе 2-й степени при Государственном педагогическом институте, в то же время с 1921 по 1923 год работает в канцелярии школы труда № 20 I степени города Баку.
C 1922 по 1928 год в Азербайджанском государственном тюркском музыкальном техникуме Афрасияб посещал также уроки по классу скрипки и музыкальной теории, где занимался в классе Семёна Бретаницкого.

### Учёба и карьера

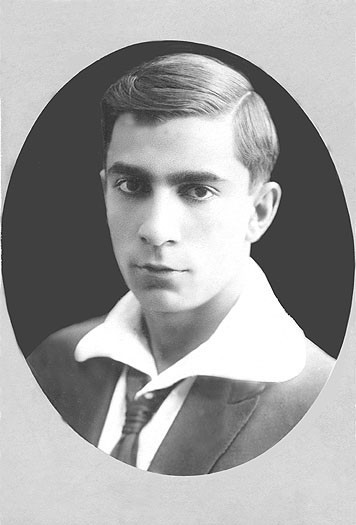
Студент Афрасияб Бадалбейли в 20-е

Будучи студентом Азербайджанского государственного университета, Афрасияб Бадалбейли работал переводчиком в газете «Коммунист», издававшемся на азербайджанском языке. После окончания же Азербайджанского театрального училища (ныне Бакинский государственный музыкальный техникум), его пригласили в Азербайджанский драматический театр на роль заведующего музыкальной частью. Здесь Афрасияб начинает сочинять музыку к главным спектаклям текущего репертуара. Узеир Гаджибеков утверждал, что «этот молодой композитор ещё в годы учёбы стремился не только овладеть техникой музыкального письма, но и глубоко изучать творчество народа, плодотворно учиться у него».

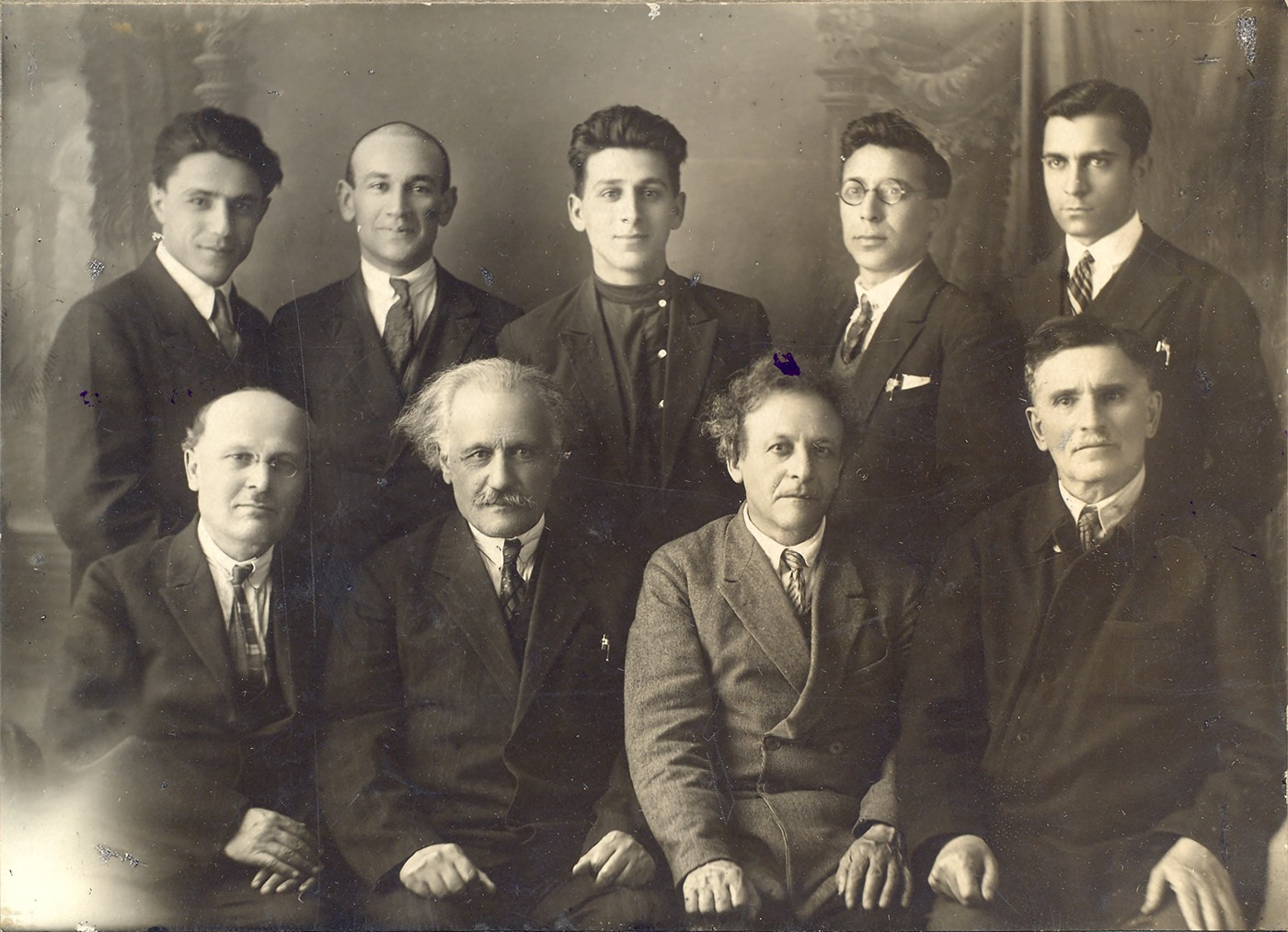
Деятели культуры Азербайджана. Стоят (слева направо): Асаф Зейналлы, Сулейман Рустам, Расул Рза, Джафар Джаббарлы, Афрасияб Бадалбейли. Сидят (слева): Антон Маилян, Абдуррагим-бек Ахвердов, Гибо Корнелли, Рзагулу Наджафов. Баку, 1930 год

В 1930 году Бадалбейли начал работать в Азербайджанском театре оперы и балета в качестве дирижёра. В этом же году окончил факультет «Восточные языки» Азербайджанского государственного университета по специальности востоковед-филолог. С 1931 года — дирижёр симфонических концертов.

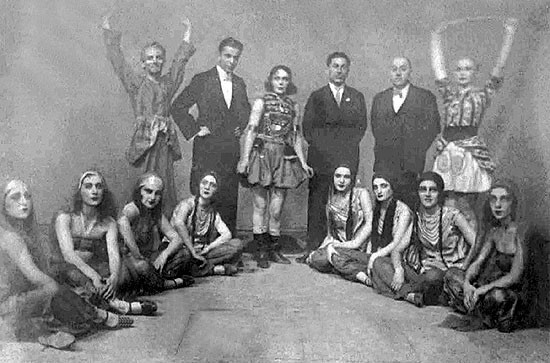
Афрасияб Бадалбейли (второй слева, на заднем плане), вместе с исполнителями «Половецких плясок». 25 марта 1931 года

С 1932 года по 1933 год занимался в Московской консерватории по классу дирижирования К. С. Сараджева. За это время учёбы он сочинил 8 вариаций, сонатину для виолончели и фортепиано, этюд для фортепиано, сюиту для симфонического оркестра в трёх частях, квартет для двух скрипок, альта и виолончели.
В сентябре 1934 года Афрасияб поступает на композиторское отделение музыкального техникума при Ленинградской государственной консерватории им. Н. Римского-Корсакова. В целях повышения дирижёрского мастерства Бадалбейли одновременно работает ассистентом дирижёра в Ленинградском государственном театре оперы и балета. Его руководителем был главный дирижёр театра Владимир Дранишников.
В 1938 году он окончил музыкальное училище при Ленинградской консерватории по классу композиции Бориса Зейдмана. В это же время, в 1931 году Афрасияб Бадалбейли женился на уже заявившей о себе первой азербайджанской балерине Гамар Алмасзаде, которая продолжала учёбу в Ленинградском хореографическом училище в классе выдающегося педагога Марии Фёдоровны Романовой. На родину, в Азербайджан, супруги вернулись с замыслом создать первый азербайджанский классический балет. В этом же году Бадалбейли начал работать в должности дирижёра в Азербайджанском театра оперы и балета.
В 1940 году Афрасияб Бадалбейли сочинил первый азербайджанский балет «Девичья башня», посвящённый жене, Гамэр Алмасзаде и ставшего первым балетом на мусульманском Востоке. А самому Бадалбейли 23 апреля 1940 года указом Президиума Верховного Совета Азербайджанской ССР было присуждено звание «Заслуженный деятель искусств», за выдающиеся заслуги в области искусства.
В 1941 году он, вместе с переехавшим из Москвы в Баку своим учителем Борисом Зейдманом, написал оперу «Гнев народный». Также работал над оперой «Низами», премьеру постановки которой на сцене Театра оперы и балета приурочил к большой юбилейной дате — 800-летию великого мыслителя и поэта XII века Низами Гянджеви. Опера была поставлена 12 декабря 1948 года.
В то же время, дирижируя на сцене оперного театра, Бадалбейли знакомил зрителей с творчеством таких классиков, как Гаджибеков и Магомаев, Чайковский, Римский-Корсаков, Глазунов, Бородин, Глиэр и Верди, Россини, Пуччини, Бизе, Леонкавалло, Адан, Минкус, Дриго и др.

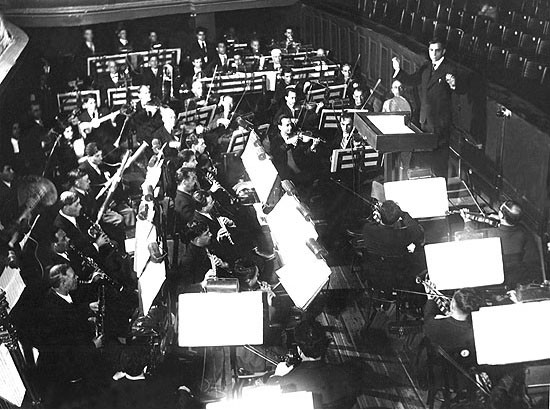
Афрасияб Бадалбейли дирижирует симфоническим оркестром Азербайджанского театра оперы и балета

С мая по июнь 1942 года, Бадалбейли работает в Бакинской киностудии над озвучиванием и музыкальным оформлением кинофильма «Бахтияр», посвящённого герою второй мировой Бахтияру Керимову. С 1943 по 1946 год Бадалбейли был художественным руководителем Азербайджанской филармонии. Член КПСС с 1945 года.
С 1952 по 1956 год — Председатель сектора «Музыковедение и музыкальная критика» Союза Композиторов Азербайджана.
24 мая 1960 года указом Президиума Верховного Совета Азербайджанской ССР «За достижения в области культуры» ему было присвоено звание народного артиста Азербайджанской ССР.
С 1969 по 1973 год — Председатель Азербайджанского хорового общества.

Могила Афрасияба Бадалбейли на II Аллее почётного захоронения в Баку

В 1971 году была поставлена опера «Ивы не заплачут». Будучи автором музыки и либретто, режиссёром и дирижёр спектакля, Бадалбейли хотел передать впечатления пережитой народом Великой Отечественной войны.
Преподаватель Бакинской музыкальной академии, кандидат искусствоведения Ибрагим Гулиев и сын единственной сестры Афрасияба — Мастуры, вспоминает:
«Дядя был только на вид суровым неразговорчивым человеком. Несколько педантичный, аккуратный, собранный, он всегда помнил о близких людях, и его доброе влияние испытали на себе все мы. Особенно я благодарен ему за то, что по секрету даже от мамы он попросил директора Музыкальной школы-десятилетки имени Бюльбюля перевести меня в азербайджанский сектор. Думаю, что общение с ним оказало большое влияние и на сына дяди Шамси — моего двоюродного брата Фархада Бадалбейли, замечательного пианиста, народного артиста СССР, ныне ректора Бакинской музыкальной академии. Среда, круг чтения, беседы о музыке и творчестве вообще — разве это могло не войти в душу талантливого юноши?..»
До конца жизни Афрасияб Бадалбейли работал в должности главного дирижёра в Азербайджанском государственном театре оперы и балета.
Скончался Афрасияб Бадалбейли 6 января 1976 года от острой сердечной недостаточности. Похоронили композитора во II Аллее почётного захоронения того же дня.

### Личная жизнь

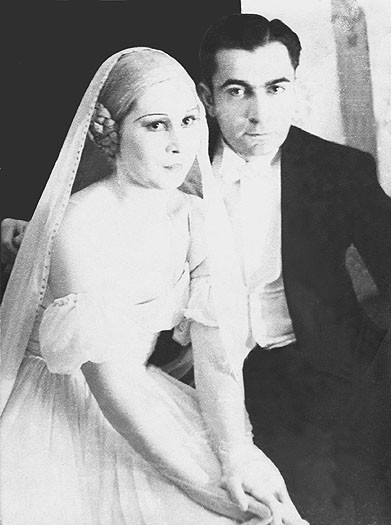
Свадьба Г. Алмасзаде и А. Бадалбейли, 1931 г.

Афрасияб Бадалбейли был женат три раза. Со своей первой женой, балериной Гамэр Алмасзаде он познакомился в Ленинграде, где учился в музыкальном училище при Ленинградской консерватории по классу композиции Бориса Зейдмана.
Первая азербайджанская балерина, Гамэр училась тогда в Ленинградском хореографическом училище в классе Марии Федоровны Романовой. После свадьбы, супруги вернулись в Баку, где создали первый национальный азербайджанский балет. Главную роль, роль Гюльянаг сыграла, сама Гамэр Алмасзаде. Однако, впоследствии их брак распался.
Второй женой Бадалбейли была балерина Лейла Векилова. Но они впоследствии также развелись.

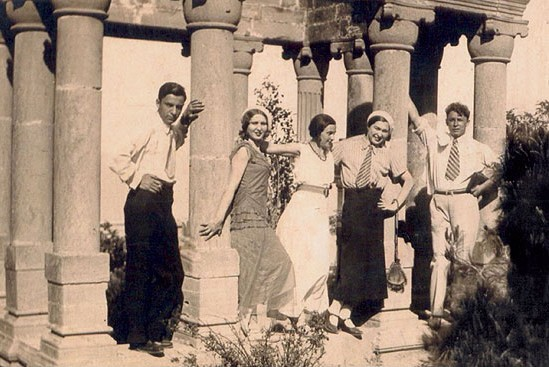
Афрасияб Бадалбейли (первый слева) и Гамэр Алмасзаде (четвёртая слева) в Ленинграде

Третий раз Афрасияб Бадалбейли женился в 1963 году на 28-летней Евгении Орагвелидзе, работавшей на Грузинском телевидении. В связи с приездом в Тбилиси на гастроли Азербайджанского театра оперы и балета, Евгения готовила передачу под рубрикой «Гости Тбилиси». Гостями передачи должны были стать Афрасияб Бадалбейли, Гамэр Алмасзаде, с которой Афрасияб был уже более десяти лет в разводе, Рафига Ахундова, Магсуд Мамедов и др. Договорившись о времени встречи и обговорив контуры будущего прямого эфира, Евгения стала провожать гостей. Афрасияб Бадалбейли взял номер телефона Евгении. Ещё до начала планирования эфира они несколько раз общались. Афрасияб подарил Евгении брошюру о балете «Девичья башня» с автографом. Один раз Афрасияб поехал вместе с Евгенией на дачу к её сыну Диме. Тогда же он познакомился и с мамой Евгении. До того как уехать обратно в Баку (через месяц после знакомства) Афрасияб сделал Евгении предложение и заявил, что «не потерпит отказа». Евгения и её сын, Дима откликнулись на предложение. Диму Афрасияб записал в престижную школу с английским уклоном. Афрасияб и Евгения прожили вместе 12 лет. Дима называл Афрасияба папой.
Из воспоминаний Евгении Орагвелидзе-Бадалбейли:
«Мы жили в скромной небольшой двухкомнатной квартире. Афрасияб Бадалович много работал, но по вечерам к письменному столу подходил только после того, как Дима заснет на диване, и обязательно прикрывал настольную лампу газетой, оберегая сон мальчика…»

## Творчество
С сочинённым Афрасиябом Бадалбейли музыкальным сопровождением в Азербайджанском драматическом театре шли такие пьесы как «Невеста огня» (1927), «Севиль» (1928), «Алмас» (1929), «В 1905 году» (1931), «Яшар» (1932), «Сиявуш» (1932), «Гаджи Гара» (1933), «Фархад и Ширин» (1941). Знатоки того времени отмечали, что «музыка молодого композитора обогащает театральное действие в эмоциональном плане и как нельзя лучше воплощает замысел драматурга — автора пьесы». Написал оперы: «Гнев народный» (совм. с Б. И. Зейдманом, Баку, 1941), «Низами» (Баку, 1948), «Ивы не заплачут» (Баку, 1971); балеты — «Девичья башня» (Баку, 1940, 2 ред. 1959), детский балет «Тэрлан» (1941, Баку); для оркестра — симфоническая поэма «За власть Советов» (1930), «Миниатюры» (1938), 2 марша (1930, 1941); для оркестра народных инструментов — симфониетта (1950); для голоса с фортепиано — 3 песни (слова современных поэтов); более 60 музык к спектаклям.
Известны также следующие его литературные сочинения: «Беседа о музыке» (на азерб. яз.). Баку, 1953; «Курбан Примов» (на азерб.). Баку, 1956; «Словарь музыкальных терминов» (рус.-азерб.). Баку, 1956; «Азербайджанский гос. ордена Ленина театр оперы и балета им. М. Ф. Ахундова» (совм. с К. Касимовым). М., 1959; «Толковый монографический музыкальный словарь» (азерб.). Баку, 1969.

### Балет «Девичья башня»

Сцена из постановки балета. 1940 год. Режиссёр — И. Идаятзаде, художник — Ф. Гусак

После возвращения из Ленинграда в Баку супруги, Афрасияб Бадалбейли и Гамэр Алмасзаде решили создать первый азербайджанский классический балет. В Баку в то время уже работала профессиональная балетная труппа, освоившая репертуар мирового уровня. Идею создания первого национального хореографического произведения поддержали и достойные солисты и кордебалет.
Балет был создан по мотивам сюжета древней легенды о Девичьей башне. Для создания музыки к балету Афрасияб Бадалбейли изучал множество народных танцев и обрядовых приёмов. В балете он использовал мугамы «Мансуриййе» и «Эйраты». Сам автор так говорил о замысле и критериях выбора материала для балета:
В работе над первым азербайджанским национальным балетом я ставил задачу написать музыкально-хореографический роман, пересказывающий средствами современного нам музыкального языка бессмертную народную легенду о борьбе против тирана, о борьбе за свободу и счастье.
Узеир Гаджибеков, который высоко ценил творчество Афрасияба Бадалбейли, писал о балете „Девичья башня“:
Бадалбейли в своем балете свободно развил композиторскую мысль и в то же время любовно и бережно использовал красоты народных мелодий. Особенной свежестью выделяются такие народные мелодии, как „Шалахо“, „Ай бери бах“, „Кикиджан“, на основе которых созданы эмоционально насыщенные танцы…»
Бадалбейли, как и Гаджибеков, включил в состав оркестра такие народные музыкальные инструменты, как тар, зурна, деф, звучание которых в оркестре только усиливало национальный колорит музыки балета. В главной роли в балете выступила жена композитора, Гамэр Алмасзаде, которая впоследствии удостоилась звания народной артистки СССР.
Премьера первого балета на мусульманском Востоке состоялась на сцене Азербайджанского государственного театра оперы и балета 18 апреля 1940 года. В мае же 1959 года балет с большим успехом ставится в Москве на сцене Большого Театра СССР, в рамках декады Азербайджанской музыкальной культуры и искусства.

## Вклад в культуру

Мемориальная доска на стене дома в Баку, в котором жил Афрасияб Бадалбейли

Афрасияб Бадалбейли вошёл в историю азербайджанской музыки не только как автор первого национального балета и как известный композитор, но и как учёный музыковед, лингвист, публицист и переводчик. Он посвятил множество статей и выступлений теории и истории азербайджанской музыки и деятелям музыкальной культуры Азербайджана. В своих трудах Бадалбейли опираялся на культурное наследие средневековых музыковедов как Азербайджана, так и Ирана, владея тонкостями арабского, персидского и родного азербайджанского языков, изучал исторические трактаты по истории развития азербайджанской музыки и в частности мугама.
Среди широко известных его работ известен его музыкальный словарь («Толковый-монографический музыкальный словарь» 1969 года). Здесь даются разработанные им музыкальные термины, связанные с профессиональной музыкой устной традиции Азербайджана. Он даёт также перечень мугамов. Бадалбейли освещал существующие проблемы отечественного музыкознания. Он пишет:
«Нехватка литературы на азербайджанском языке об истории и теории музыкального искусства, неразборчивость в использовании терминологии в музыкальных учебниках, разное истолкование одних и тех же музыкальных понятий на страницах периодической печати и на радиопередачах, формальные переводы, встречающиеся в текстах нотных изданий, требуют унификацию музыкальных терминов, выдвигает эту проблему на первый план, как неотложную задачу нашей музыкальной жизни и музыкальной практики»
Таким образом, стараясь создать единую музыкальную терминологическую базу на азербайджанском языке, Афрасияб Бадалбейли давал разъяснение азербайджанским музыкальным терминам, создал свыше 2000 научных терминов, производных с других языков, европейских, русского и др.
Бадалбейли создавал музыку с интонациями народных песен и танцев, которая сочетала в себе мугамные импровизации в мелодии струнных (скрипок) и деревянно-духовых инструментов (флейты и гобоя), что также проявляется в музыкальном оформлении спектакля «Фархад и Ширин» (по одноимённой пьесе Самеда Вургуна).

## Награды
- орден Трудового Красного Знамени (09.06.1959)
- орден «Знак Почёта» (25.02.1946; 29.04.1967)
- народный артист Азербайджанской ССР (24.05.1960)[18]
- заслуженный деятель искусств Азербайджанской ССР (23.04.1940)[19]
- Почётная грамота Президиума Верховного Совета Азербайджанской ССР (18.05.1972)[20].

## Память
В 1993 году об Афрасиябе Бадалбейли был снят документальный фильм «Продолжение жизни» (азерб. Ömrün davamı), а в 2000 году — фильм «Всё как есть» (азерб. Hər şey olduğu kimi).
Именем композитора названа детская музыкальная школа № 23 города Баку, на проспекте «Азадлыг».
На стене дома в Баку, в котором жил Бадалбейли, установлена мемориальная доска.

## Фотогалерея

Фото из Национального Государственного Архива Литературы и Искусства Азербайджанской Республики им. С. Мумтаза
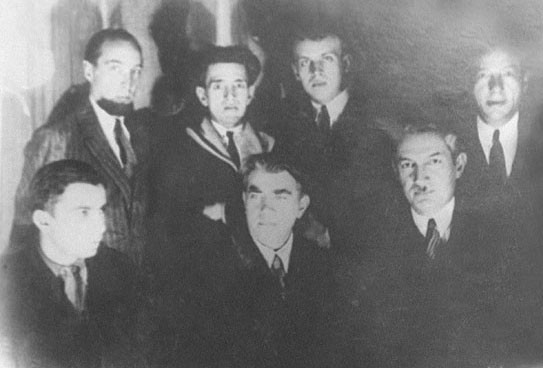
Оригинальный текст (рус.)Внизу, слева направо:Афрасияб Бадалбейли, русский композитор Рейнгольд Глиэр и автор оперы «Шахсенем» Муслим Магомаев. Баку. 30-е годы
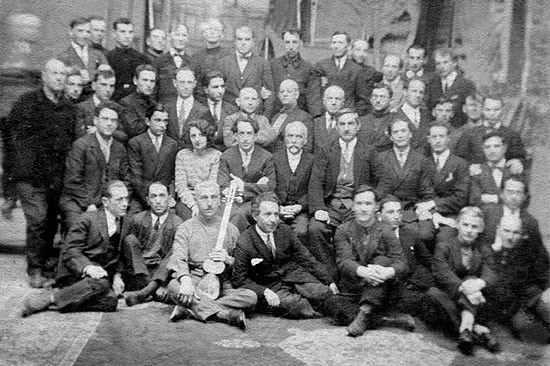
Оригинальный текст (рус.)Афрасияб Бадалбейли (справа 2-й во 2-м ряду), Муслим Магомаев (справа 6-й во 2-м ряду), известный тарист Гурбан, Пиримов (справа 3-й в 1-м ряду) и оперные артисты. Баку, 1930-е годы.
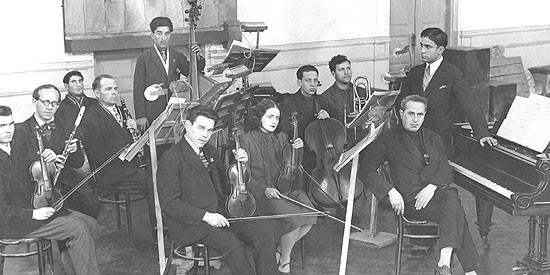
Репетиция с музыкантами симфонического оркестра Азербайджанского театра оперы и балета
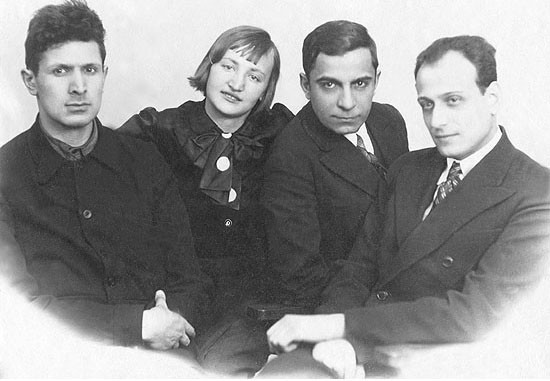
Слева направо:А. Даниахи, Н. Владимирская, А. Бадалбейли и учитель Борис Зейдман. Ленинград. 1938 год, май

Фото из Азербайджанского Государственного Музея Музыкальной Культуры
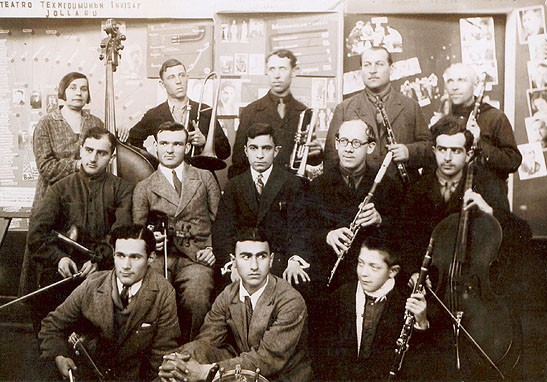
Афрасияб Бадалбейли (3-й во 2-м ряду) во время учёбы в музыкальном техникуме
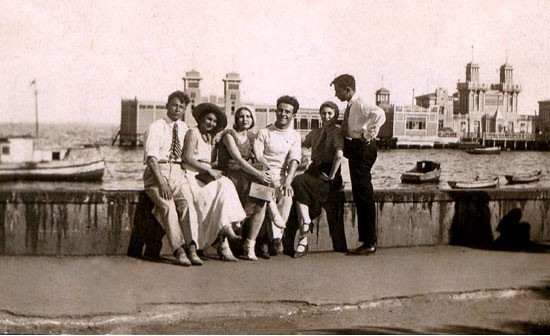
Афрасияб Бадалбейли и Гамэр Алмасзаде

## Генеалогия
|  |  |  |  |                                 |                                 |                                  |                                  |                                  |                                  |                                  |                                  |                  |                  |                  |                  |                      |                      |                      |                      |                      |                      |                   |                   |                   |                   |  |  |                    |                    |                                  |                                  |                                  |                                  |                                  |                                  |                               |                              |                              |                              |                              |                              |  |  |                                      |                                      |                                      |                                      |                                      |                                      |                             |                             |                                  |                                  |                                  |                                  |                                            |                                            |                                            |                                            |                                            |                                            |                                |                                |                                |                                |  |  |  |  |  |  |  |  |  |  |
|  |  |  |  |                                 |                                 |                                  |                                  |                                  |                                  |                                  |                                  |                  |                  |                  |                  |                      |                      |                      |                      |                      |                      |                   |                   |                   |                   |  |  |                    |                    |                                  |                                  |                                  |                                  |                                  |                                  |                               |                              |                              |                              |                              |                              |  |  |                                      |                                      |                                      |                                      |                                      |                                      |                             |                             |                                  |                                  |                                  |                                  |                                            |                                            |                                            |                                            |                                            |                                            |                                |                                |                                |                                |  |  |  |  |  |  |  |  |  |  |
|  |  |  |  |                                 |                                 |                                  |                                  |                                  |                                  |                                  |                                  |                  |                  |                  |                  | Башир бек Бадалбейли | Башир бек Бадалбейли | Башир бек Бадалбейли | Башир бек Бадалбейли | Башир бек Бадалбейли | Башир бек Бадалбейли |                   |                   |                   |                   |  |  | Азят ханум         | Азят ханум         | Азят ханум                       | Азят ханум                       | Азят ханум                       | Азят ханум                       |                                  |                                  |                               |                              |                              |                              |                              |                              |  |  |                                      |                                      |                                      |                                      | Ширинбеим ханым (1853—1939)          | Ширинбеим ханым (1853—1939)          | Ширинбеим ханым (1853—1939) | Ширинбеим ханым (1853—1939) | Ширинбеим ханым (1853—1939)      | Ширинбеим ханым (1853—1939)      |                                  |                                  | Абдулгусейн Молла Магомед оглы (1842—1901) | Абдулгусейн Молла Магомед оглы (1842—1901) | Абдулгусейн Молла Магомед оглы (1842—1901) | Абдулгусейн Молла Магомед оглы (1842—1901) | Абдулгусейн Молла Магомед оглы (1842—1901) | Абдулгусейн Молла Магомед оглы (1842—1901) |                                |                                |                                |                                |  |  |  |  |  |  |  |  |  |  |
|  |  |  |  |                                 |                                 |                                  |                                  |                                  |                                  |                                  |                                  |                  |                  |                  |                  | Башир бек Бадалбейли | Башир бек Бадалбейли | Башир бек Бадалбейли | Башир бек Бадалбейли | Башир бек Бадалбейли | Башир бек Бадалбейли |                   |                   |                   |                   |  |  | Азят ханум         | Азят ханум         | Азят ханум                       | Азят ханум                       | Азят ханум                       | Азят ханум                       |                                  |                                  |                               |                              |                              |                              |                              |                              |  |  |                                      |                                      |                                      |                                      | Ширинбеим ханым (1853—1939)          | Ширинбеим ханым (1853—1939)          | Ширинбеим ханым (1853—1939) | Ширинбеим ханым (1853—1939) | Ширинбеим ханым (1853—1939)      | Ширинбеим ханым (1853—1939)      |                                  |                                  | Абдулгусейн Молла Магомед оглы (1842—1901) | Абдулгусейн Молла Магомед оглы (1842—1901) | Абдулгусейн Молла Магомед оглы (1842—1901) | Абдулгусейн Молла Магомед оглы (1842—1901) | Абдулгусейн Молла Магомед оглы (1842—1901) | Абдулгусейн Молла Магомед оглы (1842—1901) |                                |                                |                                |                                |  |  |  |  |  |  |  |  |  |  |
|  |  |  |  |                                 |                                 |                                  |                                  |                                  |                                  |                                  |                                  |                  |                  |                  |                  |                      |                      |                      |                      |                      |                      |                   |                   |                   |                   |  |  |                    |                    |                                  |                                  |                                  |                                  |                                  |                                  |                               |                              |                              |                              |                              |                              |  |  |                                      |                                      |                                      |                                      |                                      |                                      |                             |                             |                                  |                                  |                                  |                                  |                                            |                                            |                                            |                                            |                                            |                                            |                                |                                |                                |                                |  |  |  |  |  |  |  |  |  |  |
|  |  |  |  |                                 |                                 |                                  |                                  |                                  |                                  |                                  |                                  |                  |                  |                  |                  |                      |                      |                      |                      |                      |                      |                   |                   |                   |                   |  |  |                    |                    |                                  |                                  |                                  |                                  |                                  |                                  |                               |                              |                              |                              |                              |                              |  |  |                                      |                                      |                                      |                                      |                                      |                                      |                             |                             |                                  |                                  |                                  |                                  |                                            |                                            |                                            |                                            |                                            |                                            |                                |                                |                                |                                |  |  |  |  |  |  |  |  |  |  |
|  |  |  |  |                                 |                                 | Бадал бек Бадалбейли (1875—1935) | Бадал бек Бадалбейли (1875—1935) | Бадал бек Бадалбейли (1875—1935) | Бадал бек Бадалбейли (1875—1935) | Бадал бек Бадалбейли (1875—1935) | Бадал бек Бадалбейли (1875—1935) |                  |                  |                  |                  |                      |                      | Рагима ханум         | Рагима ханум         | Рагима ханум         | Рагима ханум         | Рагима ханум      | Рагима ханум      |                   |                   |  |  |                    |                    | Ахмед бек Бадалбейли (1884—1954) | Ахмед бек Бадалбейли (1884—1954) | Ахмед бек Бадалбейли (1884—1954) | Ахмед бек Бадалбейли (1884—1954) | Ахмед бек Бадалбейли (1884—1954) | Ахмед бек Бадалбейли (1884—1954) |                               |                              |                              |                              |                              |                              |  |  | Зульфугар бек Гаджибеков (1884—1950) | Зульфугар бек Гаджибеков (1884—1950) | Зульфугар бек Гаджибеков (1884—1950) | Зульфугар бек Гаджибеков (1884—1950) | Зульфугар бек Гаджибеков (1884—1950) | Зульфугар бек Гаджибеков (1884—1950) |                             |                             | Узеир бек Гаджибеков (1885—1948) | Узеир бек Гаджибеков (1885—1948) | Узеир бек Гаджибеков (1885—1948) | Узеир бек Гаджибеков (1885—1948) | Узеир бек Гаджибеков (1885—1948)           | Узеир бек Гаджибеков (1885—1948)           |                                            |                                            | Джейхун Гаджибейли (1891—1962)             | Джейхун Гаджибейли (1891—1962)             | Джейхун Гаджибейли (1891—1962) | Джейхун Гаджибейли (1891—1962) | Джейхун Гаджибейли (1891—1962) | Джейхун Гаджибейли (1891—1962) |  |  |  |  |  |  |  |  |  |  |
|  |  |  |  |                                 |                                 | Бадал бек Бадалбейли (1875—1935) | Бадал бек Бадалбейли (1875—1935) | Бадал бек Бадалбейли (1875—1935) | Бадал бек Бадалбейли (1875—1935) | Бадал бек Бадалбейли (1875—1935) | Бадал бек Бадалбейли (1875—1935) |                  |                  |                  |                  |                      |                      | Рагима ханум         | Рагима ханум         | Рагима ханум         | Рагима ханум         | Рагима ханум      | Рагима ханум      |                   |                   |  |  |                    |                    | Ахмед бек Бадалбейли (1884—1954) | Ахмед бек Бадалбейли (1884—1954) | Ахмед бек Бадалбейли (1884—1954) | Ахмед бек Бадалбейли (1884—1954) | Ахмед бек Бадалбейли (1884—1954) | Ахмед бек Бадалбейли (1884—1954) |                               |                              |                              |                              |                              |                              |  |  | Зульфугар бек Гаджибеков (1884—1950) | Зульфугар бек Гаджибеков (1884—1950) | Зульфугар бек Гаджибеков (1884—1950) | Зульфугар бек Гаджибеков (1884—1950) | Зульфугар бек Гаджибеков (1884—1950) | Зульфугар бек Гаджибеков (1884—1950) |                             |                             | Узеир бек Гаджибеков (1885—1948) | Узеир бек Гаджибеков (1885—1948) | Узеир бек Гаджибеков (1885—1948) | Узеир бек Гаджибеков (1885—1948) | Узеир бек Гаджибеков (1885—1948)           | Узеир бек Гаджибеков (1885—1948)           |                                            |                                            | Джейхун Гаджибейли (1891—1962)             | Джейхун Гаджибейли (1891—1962)             | Джейхун Гаджибейли (1891—1962) | Джейхун Гаджибейли (1891—1962) | Джейхун Гаджибейли (1891—1962) | Джейхун Гаджибейли (1891—1962) |  |  |  |  |  |  |  |  |  |  |
|  |  |  |  |                                 |                                 |                                  |                                  |                                  |                                  |                                  |                                  |                  |                  |                  |                  |                      |                      |                      |                      |                      |                      |                   |                   |                   |                   |  |  |                    |                    |                                  |                                  |                                  |                                  |                                  |                                  |                               |                              |                              |                              |                              |                              |  |  |                                      |                                      |                                      |                                      |                                      |                                      |                             |                             |                                  |                                  |                                  |                                  |                                            |                                            |                                            |                                            |                                            |                                            |                                |                                |                                |                                |  |  |  |  |  |  |  |  |  |  |
|  |  |  |  |                                 |                                 |                                  |                                  |                                  |                                  |                                  |                                  |                  |                  |                  |                  |                      |                      |                      |                      |                      |                      |                   |                   |                   |                   |  |  |                    |                    |                                  |                                  |                                  |                                  |                                  |                                  |                               |                              |                              |                              |                              |                              |  |  |                                      |                                      |                                      |                                      |                                      |                                      |                             |                             |                                  |                                  |                                  |                                  |                                            |                                            |                                            |                                            |                                            |                                            |                                |                                |                                |                                |  |  |  |  |  |  |  |  |  |  |
|  |  |  |  | Афрасияб Бадалбейли (1907—1976) | Афрасияб Бадалбейли (1907—1976) | Афрасияб Бадалбейли (1907—1976)  | Афрасияб Бадалбейли (1907—1976)  | Афрасияб Бадалбейли (1907—1976)  | Афрасияб Бадалбейли (1907—1976)  |                                  |                                  | Давуд Бадалбейли | Давуд Бадалбейли | Давуд Бадалбейли | Давуд Бадалбейли | Давуд Бадалбейли     | Давуд Бадалбейли     |                      |                      | Тургут Бадалбейли    | Тургут Бадалбейли    | Тургут Бадалбейли | Тургут Бадалбейли | Тургут Бадалбейли | Тургут Бадалбейли |  |  | Мастура Бадалбейли | Мастура Бадалбейли | Мастура Бадалбейли               | Мастура Бадалбейли               | Мастура Бадалбейли               | Мастура Бадалбейли               |                                  |                                  | Шамси Бадалбейли (1911—1987)  | Шамси Бадалбейли (1911—1987) | Шамси Бадалбейли (1911—1987) | Шамси Бадалбейли (1911—1987) | Шамси Бадалбейли (1911—1987) | Шамси Бадалбейли (1911—1987) |  |  | Ниязи Гаджибеков (1912—1984)         | Ниязи Гаджибеков (1912—1984)         | Ниязи Гаджибеков (1912—1984)         | Ниязи Гаджибеков (1912—1984)         | Ниязи Гаджибеков (1912—1984)         | Ниязи Гаджибеков (1912—1984)         |                             |                             |                                  |                                  |                                  |                                  |                                            |                                            |                                            |                                            |                                            |                                            |                                |                                |                                |                                |  |  |  |  |  |  |  |  |  |  |
|  |  |  |  | Афрасияб Бадалбейли (1907—1976) | Афрасияб Бадалбейли (1907—1976) | Афрасияб Бадалбейли (1907—1976)  | Афрасияб Бадалбейли (1907—1976)  | Афрасияб Бадалбейли (1907—1976)  | Афрасияб Бадалбейли (1907—1976)  |                                  |                                  | Давуд Бадалбейли | Давуд Бадалбейли | Давуд Бадалбейли | Давуд Бадалбейли | Давуд Бадалбейли     | Давуд Бадалбейли     |                      |                      | Тургут Бадалбейли    | Тургут Бадалбейли    | Тургут Бадалбейли | Тургут Бадалбейли | Тургут Бадалбейли | Тургут Бадалбейли |  |  | Мастура Бадалбейли | Мастура Бадалбейли | Мастура Бадалбейли               | Мастура Бадалбейли               | Мастура Бадалбейли               | Мастура Бадалбейли               |                                  |                                  | Шамси Бадалбейли (1911—1987)  | Шамси Бадалбейли (1911—1987) | Шамси Бадалбейли (1911—1987) | Шамси Бадалбейли (1911—1987) | Шамси Бадалбейли (1911—1987) | Шамси Бадалбейли (1911—1987) |  |  | Ниязи Гаджибеков (1912—1984)         | Ниязи Гаджибеков (1912—1984)         | Ниязи Гаджибеков (1912—1984)         | Ниязи Гаджибеков (1912—1984)         | Ниязи Гаджибеков (1912—1984)         | Ниязи Гаджибеков (1912—1984)         |                             |                             |                                  |                                  |                                  |                                  |                                            |                                            |                                            |                                            |                                            |                                            |                                |                                |                                |                                |  |  |  |  |  |  |  |  |  |  |
|  |  |  |  |                                 |                                 |                                  |                                  |                                  |                                  |                                  |                                  |                  |                  |                  |                  |                      |                      |                      |                      |                      |                      |                   |                   |                   |                   |  |  |                    |                    |                                  |                                  |                                  |                                  |                                  |                                  | Фархад Бадалбейли (род. 1947) |                              |                              |                              |                              |                              |  |  |                                      |                                      |                                      |                                      |                                      |                                      |                             |                             |                                  |                                  |                                  |                                  |                                            |                                            |                                            |                                            |                                            |                                            |                                |                                |                                |                                |  |  |  |  |  |  |  |  |  |  |

### На азербайджанском языке
- «В связи с концертом Афрасияба» («Əfrasiyabın konserti münasibətilə») // «Коммунист» : газета. — 1933.
- Узеир Гаджибеков. «Хорошее начало» («Yaxşı başlanğıc») // «Коммунист» : газета. — 1940.
- Бюльбюль. «Ценный подарок» («Xoreoqrafiya sənətimizin nailiyyəti») // «Коммунист» : газета. — 1940.
- М. Ибрагимов. «Ценный подарок» // «Коммунист» : газета. — 1940.
- А. Аббасов. «Опера в духе современности» («Müasir ruhlu operamız») // «Азербайджанская молодёжь» : газета. — 1970.
- Б. Гурбанов, А. Исазаде. «İzahlı musiqi lüğəti» («Музыкальный словарь») // «Литература и искусство» : газета. — 1970.
- И. Керимов. «Söyüdlər ağlamayacaq» («Ивы не заплачут») // «Литература и искусство» : газета. — 1971.
- Р. Зохрабов. «Творчество — вечный поиск» = «Yaradıcılıq əbədi axtarışdır». — «Баку», 1975.
- Бәдәлбәјли Әфрасијаб Бәдәл бәј оғлу // Азербайджанская советская энциклопедия  : [в 10 томах] = Азәрбајҹан Совет Енсиклопедијасы (азерб.) / гл. ред. Дж. Б. Гулиев. — Баку: Кызыл Шарг, 1978. — Т. II. — С. 132. — 80 000 экз. (азерб.)
- И. Гулиев. «Türk gərənayları səslənən dəmdə...» («Ивы не заплачут») // «Культура» : газета. — 25 июля 1991.
- И. Гулиев. «Milli musiqimizin qədirşünası» («Ценитель национальной музыки») // «Культура» : газета. — 21 мая 1992.
- Л. Гасанова. «Qız qalası» III minilliyə vəsiqə» (Девичья башня» — путёвка в III тысячелетие) // «Мир Музыки» : газета. — 2000.
- И. Гулиев. «Bəstəkar, dirijor, alim» // «Азербайджан—Ирс» : журнал. — 2000.
- И. Гулиев. «Бессмертный мастер, видная личность» = «Ölməz sənətkar, görkəmli şəxsiyyət». — «Баку», 2003.
- И. Гулиев. «Сердце мастера, бьющееся с в ритме национальной музыки» = «Milli musiqimizlə döyünən sənətkar ürəyi». — «Мир музыки», 2007.
- Й. Пашаева. «Афрасияб Бадалбейли и народная музыка» = «Əyrasiyab Bədəlbəyli və Azərbaycan xalq musiqisi». — Баку: «Нурлан», 2002.
- А. Абдуллаева. «Узеир Гаджибеков и Афрасияб Бадалбейли: единомышленники» = «Üzeyir Hacıbəyov və Əfrasiyab Bədəlbəyli: məsləkdaşlar». — «Мир музыки». — 2007.
- A. Abduləliyev. Əfrasiyab Bədəlbəyli: Musiqimizin dünəni, bu günü və sabahı // «Ədalət» : газета. — 2011. — 20 апреля.

### На русском языке
- Гаджибеков У. «Гыз галасы» // Правда : газета. — 25 апреля, 1940.
- Исазаде А.. «Тот, кто возродил наш балет» // Зеркало : газета. — 13 апреля 2002.
- Касимов К., Исазаде А. «Афрасияб Бадалбейли». Сб. «Композиторы Азербайджана». — Баку: «Ишыг», 1988. — С. 203 – 250.
- Карагичева. Л. Афрасияб Бадалбейли. — Баку: «Мир музыки», 1965.
- Кулиев И. «МАЭСТРО – Создатель первого национального балета» // «Бакинский рабочий» : газета. — 03 мая 1992.
- Фархадова Р. «Девичья башня».
- Галина Микеладзе. Сын бека, потомок шаха // «Азербайджанские известия» : газета. — 2007. — 7 апреля. — С. 3. Архивировано 23 сентября 2015 года.